# فلتونیا (تگزاس)
فلتونیا، تگزاس(به انگلیسی: Flatonia, Texas) شهری در ایالت تگزاس از ایالات جنوبی ایالات متحده آمریکا است. در سرشماری سال ۲۰۰۰، جمعیت این شهر ۱۳۷۷ نفر اعلام شد.